# 1998年長野パラリンピックの日本選手団
1998年長野パラリンピックの日本選手団（1998ねんなかのパラリンピックのにほんせんしゅだん）は、1998年3月5日から3月14日までの日程で開催された1998年長野パラリンピックにおける日本代表選手団及び競技結果。

## メダル獲得者
| メダル   | 選手                      | 競技                           | 種目                       | 日付 |
| -------- | ------------------------- | ------------------------------ | -------------------------- | ---- |
| 金メダル | 大日方邦子                | アルペンスキー                 | 女子滑降 LW10-11           |      |
| 金メダル | 小林深雪 ガイド：中村由紀 | バイアスロン                   | 女子7.5km B2-3             |      |
| 金メダル | 武田豊                    | アイススレッジスピードスケート | 男子100m LW10              |      |
| 金メダル | 松江美季                  | アイススレッジスピードスケート | 女子500m LW10              |      |
| 金メダル | 武田豊                    | アイススレッジスピードスケート | 男子500m LW10              |      |
| 金メダル | 渡辺敏貴                  | アイススレッジスピードスケート | 男子1500m LW10             |      |
| 金メダル | 松江美季                  | アイススレッジスピードスケート | 女子1500m LW10             |      |
| 金メダル | 土田和歌子                | アイススレッジスピードスケート | 女子1500m LW11             |      |
| 金メダル | 武田豊                    | アイススレッジスピードスケート | 男子1000m LW10             |      |
| 金メダル | 松江美季                  | アイススレッジスピードスケート | 女子1000m LW10             |      |
| 金メダル | 土田和歌子                | アイススレッジスピードスケート | 女子1000m LW11             |      |
| 金メダル | 志鷹昌浩                  | アルペンスキー                 | 男子回転 LW10              |      |
| 銀メダル | 野沢英二                  | バイアスロン                   | 男子7.5km LW10             |      |
| 銀メダル | 松江美季                  | アイススレッジスピードスケート | 女子100m LW10              |      |
| 銀メダル | 土田和歌子                | アイススレッジスピードスケート | 女子100m LW11              |      |
| 銀メダル | 奥原明男                  | アイススレッジスピードスケート | 男子100m LW10              |      |
| 銀メダル | 山口善久                  | アイススレッジスピードスケート | 男子100m LW11              |      |
| 銀メダル | 土田和歌子                | アイススレッジスピードスケート | 女子500m LW11              |      |
| 銀メダル | 加藤正                    | アイススレッジスピードスケート | 男子500m LW11              |      |
| 銀メダル | 安彦諭                    | クロスカントリースキー         | 男子5kmクラシカル ID       |      |
| 銀メダル | 大日方邦子                | アルペンスキー                 | 女子スーパー大回転 LW10-11 |      |
| 銀メダル | 金井良枝                  | アイススレッジスピードスケート | 女子1500m LW10             |      |
| 銀メダル | 奥山京子                  | アイススレッジスピードスケート | 女子1500m LW11             |      |
| 銀メダル | 武田豊                    | アイススレッジスピードスケート | 男子1500m LW10             |      |
| 銀メダル | 中村博之                  | アイススレッジスピードスケート | 男子1500m LW11             |      |
| 銀メダル | 奥山京子                  | アイススレッジスピードスケート | 女子1000m LW11             |      |
| 銀メダル | 加藤正                    | アイススレッジスピードスケート | 男子1000m LW11             |      |
| 銀メダル | 青木辰子                  | アルペンスキー                 | 女子回転 LW10-11           |      |
| 銅メダル | 金井良枝                  | アイススレッジスピードスケート | 女子100m LW10              |      |
| 銅メダル | 奥山京子                  | アイススレッジスピードスケート | 女子100m LW11              |      |
| 銅メダル | 金井良枝                  | アイススレッジスピードスケート | 女子500m LW10              |      |
| 銅メダル | 奥山京子                  | アイススレッジスピードスケート | 女子500m LW11              |      |
| 銅メダル | 奥原明男                  | アイススレッジスピードスケート | 男子500m LW10              |      |
| 銅メダル | 山口善久                  | アイススレッジスピードスケート | 男子500m LW11              |      |
| 銅メダル | 加藤正                    | アイススレッジスピードスケート | 男子1500m LW11             |      |
| 銅メダル | 桑原明美                  | アイススレッジスピードスケート | 女子1500m LW11             |      |
| 銅メダル | 金井良枝                  | アイススレッジスピードスケート | 女子1000m LW10             |      |
| 銅メダル | 渡辺敏貴                  | アイススレッジスピードスケート | 男子1000m LW10             |      |
| 銅メダル | 中村博之                  | アイススレッジスピードスケート | 男子1000m LW11             |      |
| 銅メダル | 大日方邦子                | アルペンスキー                 | 女子大回転 LW10-11         |      |
| 銅メダル | 篠原広樹                  | クロスカントリースキー         | 男子20kmクラシカル ID      |      |

## アルペンスキー
スタッフ
- アドバイザー：小林俊勝（北海道体育文化協会）、荒井清（野沢温泉スキースクール）
- 監督：山川洋（横浜ラポール）
- ヘッドコーチ：藤原進（車山スキースクール）
- コーチ：平林正広（白馬スキースクール）、小田桐世公（青森県立川内高等学校）
- スタッフ：豊田伸司（札幌消防局）、水谷隆志（自営業）、大塚光彦（群馬県立点字図書館）、桐崎茂樹（群馬県立ゆうあいピック記念温水プール）、山極晶子（テクノ・サービス）、横山隆（志賀高原スキー学校）、松本晃（日本オリベッティ）、渡部和典（愛媛県身体障害者福祉センター）
- トレーナー：竹腰誠（立正大学）、中村崇（佐久町立千曲病院）
- ワックススタッフ：濱本則秀（インクスノー）
- ガイド：佐々木隆興（十和田湖プロスキースクール）

選手
- 天野充
- 田中哲也
- 三宅將日
- 大沢正敏
- 四戸龍英
- 野呂博昭
- 黒須高
- 阿部敏弘
- 柳澤浩
- 愛川修司
- 野島弘
- 江川善一
- 音田勉
- 高村俊彦
- 山口裕二
- 柄沢伸二
- 志鷹昌浩
- 轟康憲
- 丸山直也
- 安井正文
- 坂本朋子
- 大日方邦子
- 伊藤裕美
- 青木辰子

## クロスカントリースキー/バイアスロン
スタッフ
- 監督：大久保春美（埼玉県総合リハビリテーションセンター）
- ヘッドコーチ：荒井秀樹（東京都江東区深川スポーツセンター）
- コーチ：池田智昭（北海道警察本部地域部自動車警ら隊）、小林卓司（小樽水産高等学校）、釣井賢（北海道スキー連盟）
- スタッフ：渡辺孝次（松本盲学校）、今野征大（鷹栖養護学校）、藤野達哉（富里福葉苑）、小林真由美（長野養護学校）、瀧上千史（飯山養護学校）
- ワックススタッフ：竹原健介（余市養護学校）、藤本邦夫（ミヤコ・スポーツ）、井上浩史（ムーンバット）、大平紀夫（学生）、横澤良（学生）、横山久雄（自営業）、倉田敏秀
- ガイド：荒井幸治（深川市役所）、中村由紀（大東京火災海上保険）、中村洋隆（学生）

選手
- 加藤弘
- 久保田亮一
- 高橋正充
- 長田弘幸
- 室塚一也
- 野澤英二
- 傳田寛
- 本多剛
- 新田佳浩
- 久保田とし子
- 小林深雪

## クロスカントリースキー (ID)
選手
- 安彦諭
- 篠原広樹
- 久保田剛
- 萩原邦彦
- 前川希
- 小池星子
- 小池幸子
- 田村孝子

## アイススレッジスピードレース
スタッフ
- 監督：三井利仁（東京都多摩障害者スポーツセンター）
- ヘッドコーチ：長久保文雄（エミー企画）
- コーチ：長久保初枝（エミー企画）、鈴木利明、芦崎康彦（村山苑福祉事業センター）
- メカニック：飯星龍一（オーエックスエンジニアリング）
- トレーナー：鈴木佐和子（松岡整形外科クリニック）

選手
- 武田豊
- 高石匡
- 渡辺敏貴
- 奥原明男
- 加藤正
- 金森博
- 中村博之
- 山口善久
- 桑原明美
- 奥山京子
- 土田和歌子
- 松江美季
- 金井良枝

## アイススレッジホッケー
スタッフ
- 監督：大村博（苫小牧市心身障害者福祉センター）
- コーチ：高瀬勝洋（釧路市社会福祉協議会）
- スタッフ：岡崎勇二（札幌市身体障害者福祉協会）
- トレーナー：小松昌久（信濃医療福祉センター）

選手
- 田中徳政
- 永瀬充
- 星哲美
- 郷忠信
- 竹花利明
- 長谷川善二
- 三澤英司
- 加藤正
- 竹内俊文
- 内藤寛一
- 松井順一
- 丸山和夫
- 矢口敦也
- 吉川守
- 石田真彦

## 本部役員
| 役職       | 氏名       | 所属                                     |
| ---------- | ---------- | ---------------------------------------- |
| 団長       | 中島武範   | 日本身体障害者スポーツ協会               |
| 総監督     | 藤原進一郎 | 武庫川女子大学                           |
| 総務責任者 | 三村一郎   | 東京都多摩障害者スポーツセンター         |
| 総務員     | 満田つもる |                                          |
| 総務員     | 安江末雄   | 東京都知的障害者スポーツ協会             |
| 総務員     | 佐藤仁     | 東京都多摩障害者スポーツセンター         |
| 総務員     | 阿久津栄   | 日本身体障害者スポーツ協会               |
| 総務員     | 能村藤一   | 東京都知的障害者スポーツ協会             |
| 総務員     | 村松重太   | 東京都障害者総合スポーツセンター         |
| 総務員     | 江口秀幸   | 横浜ラポール                             |
| 総務員     | 沖川悦三   | 神奈川県総合リハビリテーションセンター   |
| 総務員     | 田中理     | 横浜市総合リハビリテーション             |
| 総務員     | 林孝雄     | グロリア・ツーリスト                     |
| 総務員     | 大月寿郎   | 長野県障害者スポーツ協会                 |
| 総務員     | 高橋明     | 大阪市長居障害者スポーツセンター         |
| 総務員     | 茅野宏明   | 武庫川女子大学                           |
| 医師       | 木村博光   | 国立身体障害者リハビリテーションセンター |
| 医師       | 小林章郎   | 大阪市立大学整形外科                     |
| 医師       | 成田貴志   | 札幌医科大学附属病院                     |
| 看護婦     | 市村珠子   | 国分寺市保険福祉施設準備室               |
| 看護婦     | 西川民子   | 国立身体障害者リハビリテーションセンター |
| 看護婦     | 山崎恵子   | 埼玉県総合リハビリテーションセンター     |